# Isaac M.I.K.

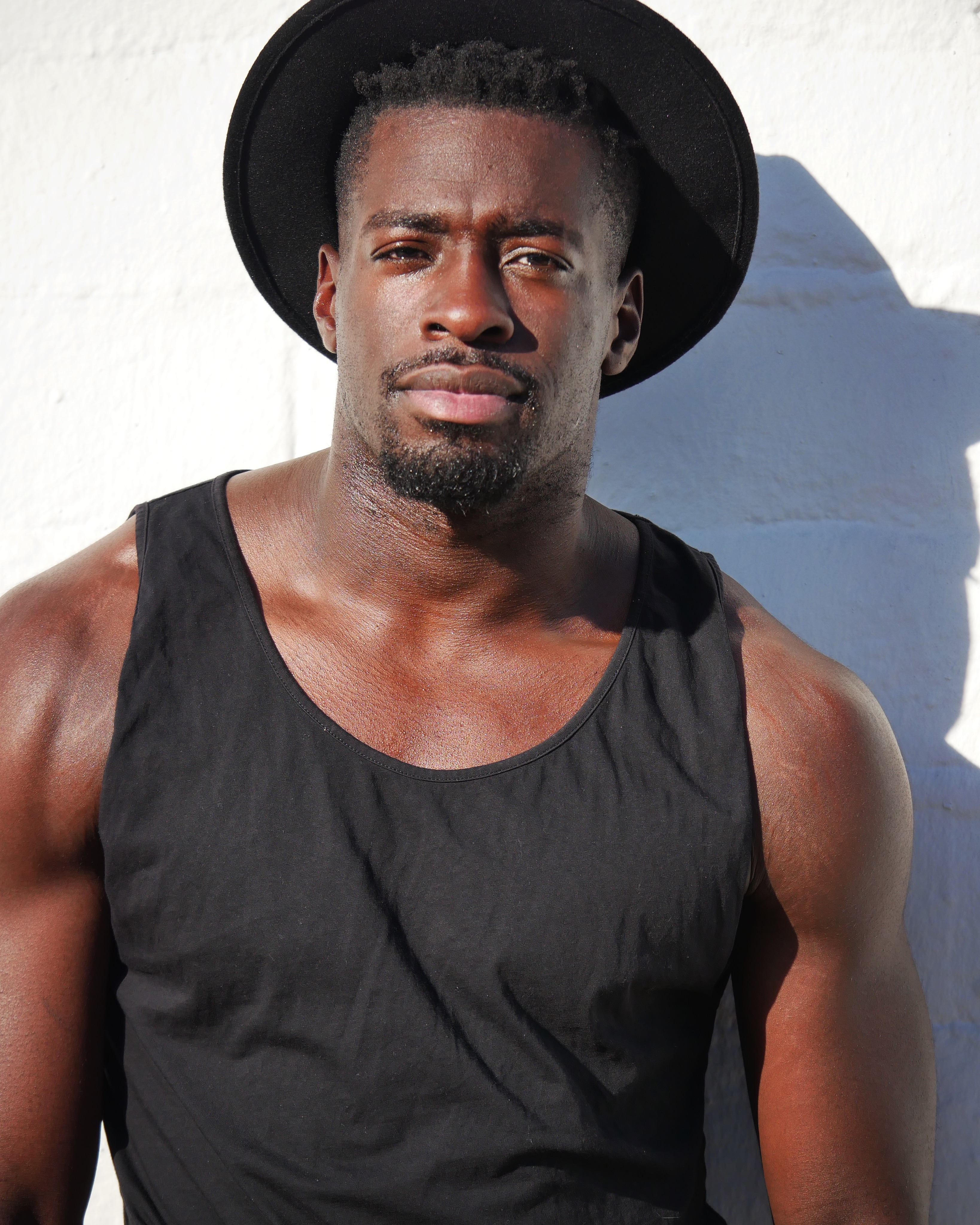
Isaac M.I.K. (2017)

Isaac M.I.K. (* 25. Mai 1991 als Isaac Kwame Kyere) ist ein deutsch-ghanaischer Tänzer, Choreograph, Content Creator und Mitglied des Künstlerkollektivs M.I.K. Family.

## Karriere
Isaac Kyere begann 2002 in Jugendclubs in Berlin-Neukölln zu tanzen. Seine professionelle Karriere begann mithilfe seines älteren Bruders, des Tänzers Prince Ofori, mit dem er trainierte und gemeinsam an Tanz-Battles der Hip-Hop-Freestyle-Szene teilnahm. Sie gewannen zusammen den Titel „Monsters of Krump“ der Deutschen Krump-Meisterschaft 2006. Daraufhin gründeten sie die Tanz Crew „Monsters in Krump“ / „Mindset is Key“ (M.I.K), die bis heute existiert.
Kyere entwickelte das African Dance Dictionary, das als erstes Online-Wörterbuch für Tanzschritte im Bereich „Afro-Tänze“ gilt. Andere berühmte Afro-Tänzer wie Incredible Zigi, Poco Lee und Dancegod Lloyd erscheinen mit Gastbeiträgen in diesem Werk.
Isaac Kyere war der Choreograph der Bam-Bam-Tour der deutschen Band SEEED, außerdem der LOVE-SONGS-Tour von Peter Fox im Jahr 2023. Für die Gestaltung der Tour erhielten Peter Fox und das M.I.K. Künstlerkollektiv den 2023 erstmalig verliehenen Polyton-Musikpreis der Akademie für Populäre Musik in der Kategorie „Performance“. Er war außerdem Tänzer im deutschen Tanzfilm Into The Beat – Dein Herz tanzt von Stefan Westerwelle.
Er ist in diversen Musikvideos internationaler Künstler aufgetreten, unter anderem in Dura von Daddy Yankee und in Sarah Conners Vincent.
Kyere hat er einen Master-Abschluss in Wirtschaftsingenieurwesen der Beuth Hochschule für Technik Berlin.

## Musikvideos
- 2023: „Zukunft Pink“ Alliance RMX – Peter Fox, ALBI X, Kwam.E, Focalistic
- 2021: „Hennessy“ – RICKY DIETZ (feat. ESO.ES)
- 2021: „Passion Flute“ – RICKY DIETZ
- 2020: „Don’t Touch My Face“ – RICKY DIETZ (feat. Leroy Menace, RAVY BANG!, Cracker Mallo)
- 2020: Bum Bum – Ivana Santacruz
- 2019: Vincent – Sarah Connor
- 2019: Flex Pon You – Ricky Dietz
- 2018. Dura – Daddy Yankee
- 2018: Project X – Olexesh
- 2017: Nie Zu Ende – Jonas Monar
- 2015: Von Allein – Culcha Candela
- 2015: Hellwach – Namika
- 2014: Hüftgold – Miss Platnum
- 2014: 36 Grad – 2 Raumwohnung
- 2012: Do You Like What You See – Ivy Quainoo
- 2011: David Doesn’t Eat – Scooter